# Buttstädt
Buttstädt est une ville allemande de Thuringe, située dans l'arrondissement de Sömmerda. La ville est le siège de la communauté d'administration de Buttstädt qui regroupe la ville elle-même et les neuf communes de Ellersleben, Eßleben-Teutleben, Großbrembach, Guthmassshausen, Hardisleben, Kleinbrembach, Mannstedt, Olbersleben et Rudersdorf pour une superficie de 104,53 km2.

## Personnalités liées à la ville
- Karl Salzmann (1821-1906), homme politique né à Buttstädt.
- Thomas Krüger (1959-), homme politique né à Buttstädt.